# Mats Olausson
Mats Johan Olausson (ur. 1961 w Göteborgu  – zm. 19 lutego 2015 w Rayong) – szwedzki muzyk i kompozytor, keyboardzista i pianista. Mats Olausson znany jest przede wszystkim z występów w zespole wirtuoza gitary Yngwie'ego Malmsteena, którego był członkiem w latach 1989-2001. Był także członkiem zespołów Biscaya, Evil Masquerade, Iron Mask, Silver Mountain, Stygia oraz Ark. Jako muzyk koncertowy współpracował z formacją Kamelot.
19 lutego 2015 roku muzyk został znaleziony martwy w swym pokoju hotelowym w Rayong w Tajlandii. Miał 54 lata.

## Instrumentarium
- Korg Trinity Pro Tri PBS[7]
- Yamaha SY-99[7]
- Yamaha SY-77[7]
- Yamaha CS-80[7]